# La Bruja de la Noche visitando a las brujas de Laponia
La bruja nocturna visitando a las brujas de Laponia (en inglés, The Night-Hag Visiting Lapland Witches) es una pintura creada por el pintor suizo Johann Heinrich Füssli en 1796. Este óleo sobre lienzo de ambientación nocturna representa la llegada por vía aérea de una bruja a un sabatt lapón donde los demás participantes ya danzan y otra sentada en el suelo observa su llegada mientras se prepara para apuñalar a un rollizo niño pequeño, desnudo en primer plano sobre una losa. Se trata de Hécate, que llega iluminando la tétrica escena, la antigua diosa grecorromana era considerada la reina de las brujas. 
Ilustración de un pasaje de El paraíso perdido de John Milton dedicado al pecado, en que los perros del infierno son comparados con los que siguen a la bruja de la noche cuando llega a bailar con las brujas asesinas de infantes, la obra se conserva en el Museo Metropolitano de Arte de Nueva York, tras haber sido adquirida en una subasta en 1980. 